# Irish Independent

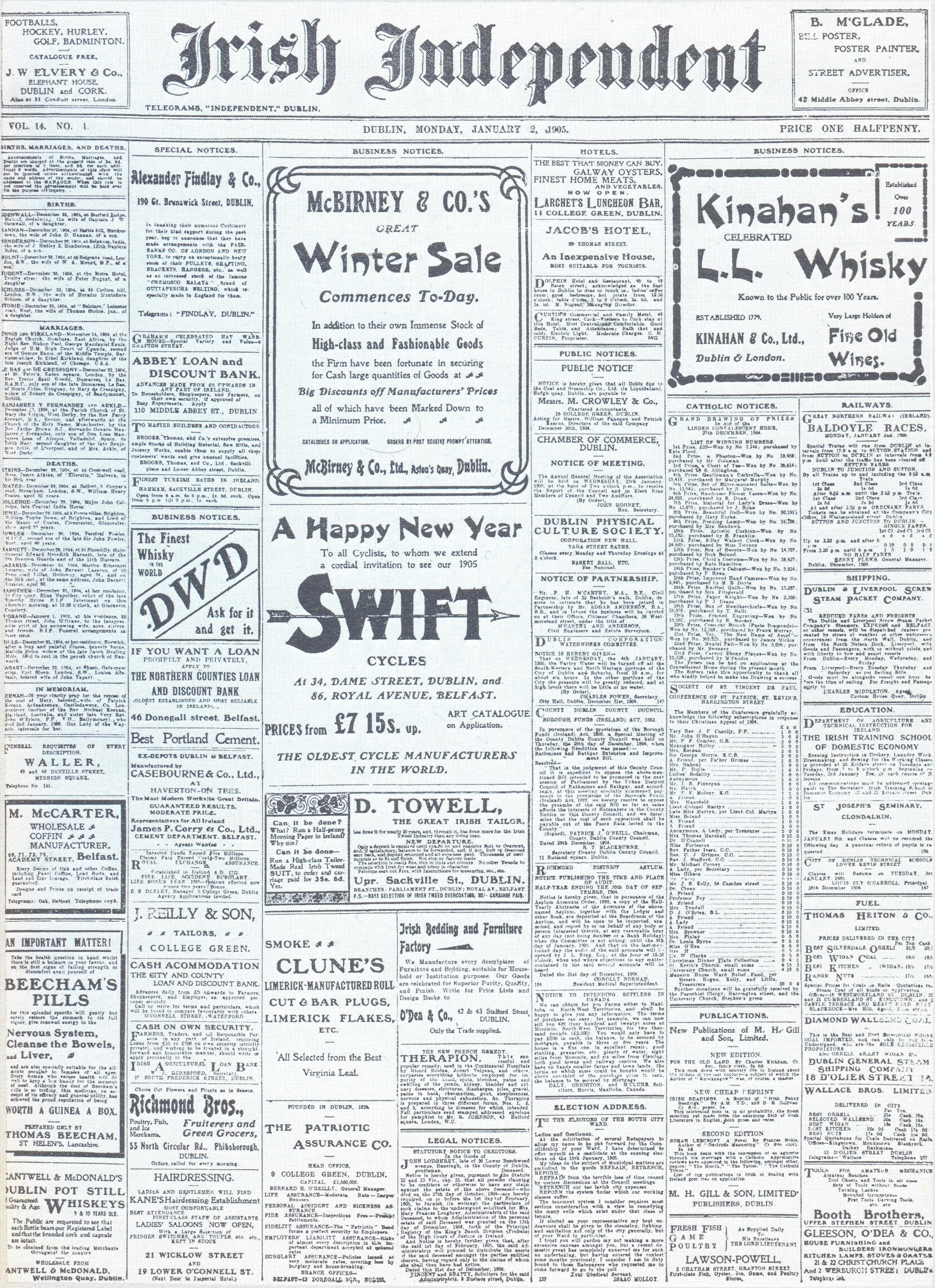
Voorpagina van de eerste aflevering van de Irish Independent, 2 januari 1905

De Irish Independent is een dagblad dat verschijnt in Ierland geproduceerd door Independent News & Media. De krant werd gesticht in 1905 en is de bestverkochte krant in Ierland. De krant is een zusterproductie van de Sunday Independent.

## Geschiedenis
De Irish Independent werd opgericht in 1905 door William Martin Murphy. De krant werd toen nog vaak gezien als een extreem nationalistische, katholieke en anti-communistische krant. In de jaren 70 van de 20e eeuw werd de krant overgenomen door oud-Heinz voorzitter Tony O'Reilly en onder zijn leiding richtte de krant zich meer op het  liberalisme. 

## Oplage
Volgens het Audit Bureau of Circulations (ABC) heeft de krant een dagelijkse oplage van 123.981 in december 2012. Dat is 5% lager dan een jaar daarvoor en toen was de dagelijkse oplage ook al met 6% verminderd.